# الکتون (داکوتای جنوبی)
الکتون(به انگلیسی: Elkton) شهری در ایالت داکوتای جنوبی کشور ایالات متحده آمریکا است که جمعیت آن در سرشماری سال ۲۰۱۰ میلادی، ۷۳۶ نفر بوده‌است.